# Евфрат (регион федерации)
Регио́н Евфра́т (курд. Herêma Kobanî, араб.  إقليم الفرات‎, сир.  ܦܢܝܬܐ ܕܦܪܬ) — один из трёх регионов Западного Курдистана. Существует с лета 2017 года. Был создан из  в автономного кантона Кобани после провозглашения Демократической Федерации северной Сирии.

## История
Курды — ираноязычный народ проживающий в нескольких странах на Ближнем Востоке. Основная их часть проживает в Турции, Ираке, Сирии и Иране. Во время гражданской войны в Сирии курды активно воевали против террористической организации ИГ, а также иногда против сирийской оппозиции и сирийского правительства.
Практически с самого начала гражданской войны были попытки создать автономию. В ноябре 2013 года PYD создала переходное автономное правительство. В январе 2014 года, было объявлено о создании автономного кантона Кобани, части курдской автономии в Сирии. Эта автономия планировалась на севере Сирии, в регионе именуемом «Сирийский Курдистан» или «Рожава».
В последние годы курды при поддержке западных стран, во главе с США, продвигают идеи создания федерации в Сирии. В результате в марте 2016 года автономия Рожавы была реорганизована в Демократическую Федерацию Рожавы и северной Сирии (позже было принято название без слова Рожава), а затем кантон Кобани был заменён регионом федерации названным Евфрат.

## Административное деление

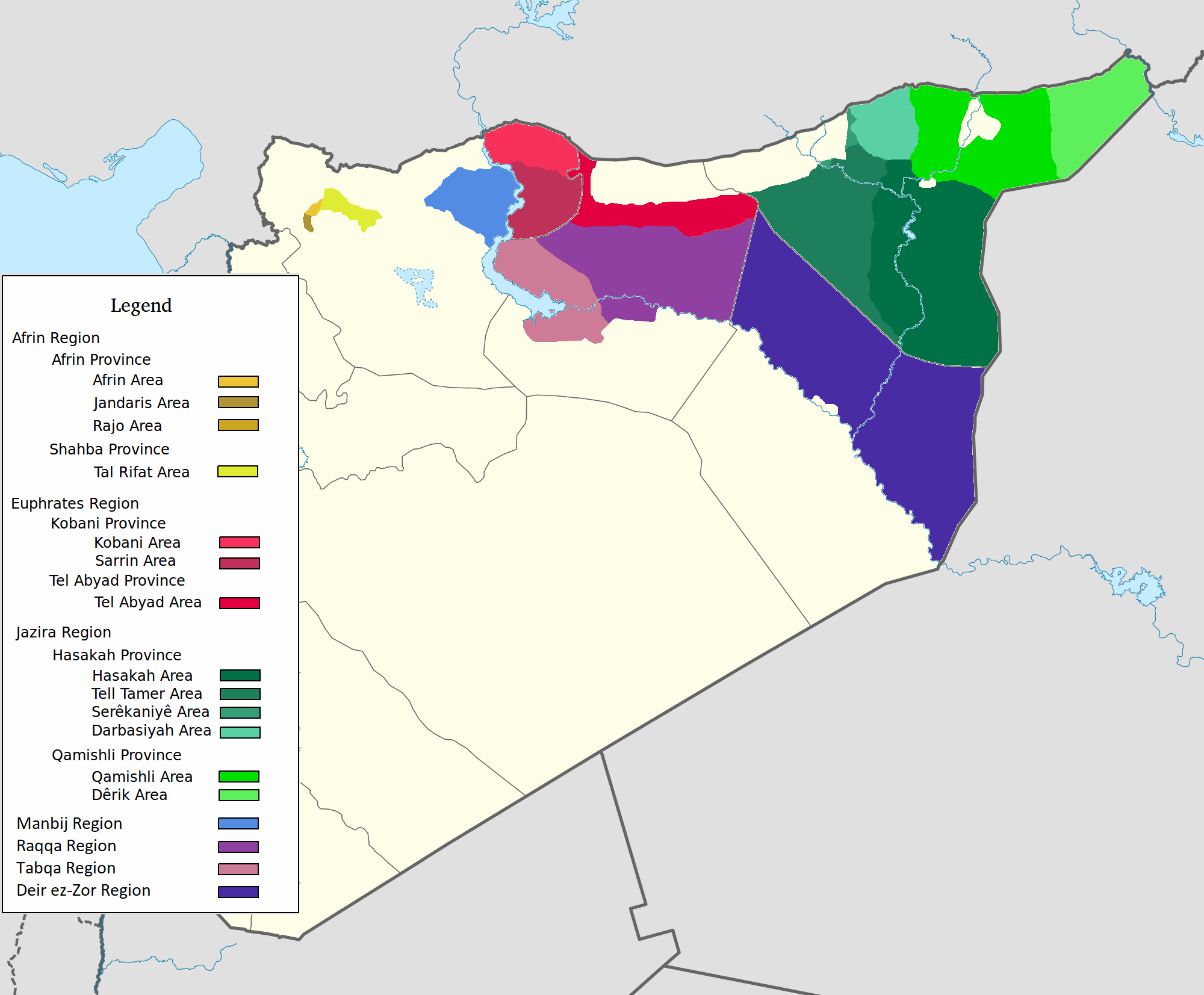
Административное деление федерации. Разными оттенками красного цвета обозначены области региона Евфрат.

Федерация северной Сирии состоит из 3 регионов, каждый из которых поделён на 2 кантона. Кантоны в свою очередь поделены на области, а те на округа.
Регион Евфрат делится на кантоны Кобани и Телль Абьяд.
Кантон Кобани состоит из 2 областей: Кобани и Сарин. В составе области Африн кроме самого города и ближайших деревень есть округа Шарран и Геная. Область Сарин состоит из самого города и ближайших деревень и округа Эль-Джалабия.
Кантон Телль Абьяд состоит из одноимённой области. Область Телль Абьяд состоит из самого города и округов Айн Исса и Сулук.